# Alavus (stacja kolejowa)
Alavus (fiń. Alavuden rautatieasema) – stacja kolejowa w Alavus, w prowincji Finlandia Zachodnia, w Finlandii. Stacja położona jest około 4 km na północ od centrum miasta na linii Haapamäki–Seinäjoki. Została otwarta w 1883.